# Steven Taylor (Doktor Who)
Steven Taylor – postać fikcyjna związana z brytyjskim serialem science-fiction Doktor Who, w którą wcielił się Peter Purves.
Steven był towarzyszem pierwszego Doktora. Postać ta występowała w serialu w latach 1965–1966. Wystąpił łącznie w 10 historiach (48 odcinkach). Tylko 3 historie są w pełni w archiwach BBC (The Time Meddler, The Ark oraz The Gunfighters).

## Życiorys

### Serial
Steven po raz pierwszy pojawia się w historii The Chase, gdzie na planecie Mechanus zauważają go Doktor i jego towarzysze, Ian, Barbara i Vicki. Okazuje się, że Steven rozbił się 2 lata wcześniej. W końcu dołącza do załogi TARDISa, gdzie kontynuuje podróż, tym razem już tylko z Doktorem i Vicki.
Steven jest człowiekiem o silnej woli, łatwiej przychodzi mu wykonywanie zadań fizycznych niż tych wymagających intelektu. Ma silne poczucie tego, co jest dobre a co złe, i przywiązuje wysoką wartość do życia ludzkiego.
W historii The Daleks’ Master Plan Steven mocno przeżywa śmierć Katariny i Sary Kingdom. Gdy umiera dziewczyna o imieniu Anne Chaplet, Steven postanawia odejść od Doktora. Wraca jednak, gdy do Doktora dochodzi Dodo Chaplet, która prawdopodobnie jest córką Anne.
Jego podróż kończy się w historii The Savages, kiedy postanawia zostać by pomagać tworzyć pokój pomiędzy „dzikimi”, a „starszymi”.
Dokładnie w serialu nie jest objaśnione z jakiego czasu pochodzi Steven, lecz w historii The Daleks’ Master Plan, w którym akcja toczy się w 4000 roku, Steven mówi, że pochodzi „tysiące lat” przed tym wydarzeniem.

## Występy

### Telewizyjne
| Historia                                  | Data premiery        | Data premiery       | Źródło            |
| Historia                                  | Pierwszy odcinek     | Ostatni odcinek     | Źródło            |
| Sezon 2 (1964-65)                         | Sezon 2 (1964-65)    | Sezon 2 (1964-65)   | Sezon 2 (1964-65) |
| ----------------------------------------- | -------------------- | ------------------- | ----------------- |
| The Chase (tylko ostatni, szósty odcinek) | 22 maja 1965         | 26 czerwca 1965     | [ 6 ] [ 2 ]       |
| The Time Meddler                          | 3 lipca 1965         | 24 lipca 1965       | [ 7 ] [ 8 ]       |
| Sezon 3 (1965-66)                         |                      |                     |                   |
| Galaxy 4                                  | 11 września 1965     | 2 października 1965 | [ 9 ] [ 10 ]      |
| The Myth Makers                           | 16 października 1965 | 6 listopada 1965    | [ 11 ] [ 12 ]     |
| The Daleks’ Master Plan                   | 13 listopada 1965    | 29 stycznia 1966    | [ 13 ] [ 3 ]      |
| The Massacre of St Bartholomew’s Eve      | 5 lutego 1966        | 26 lutego 1966      | [ 14 ] [ 4 ]      |
| The Ark                                   | 2 marca 1966         | 26 marca 1966       | [ 15 ] [ 16 ]     |
| The Celestial Toymaker                    | 2 kwietnia 1966      | 23 kwietnia 1966    | [ 17 ] [ 18 ]     |
| The Gunfighters                           | 30 kwietnia 1966     | 21 maja 1966        | [ 19 ] [ 20 ]     |
| The Savages                               | 28 maja 1966         | 18 czerwca 1966     | [ 21 ] [ 5 ]      |

## Casting
Peter Purves początkowo chciał zagrać gigantycznego owada w historii The Web Planet, ale nie udało się. Następnie pojawił się w trzecim odcinku The Chase, gdzie zagrał Morton Dill. Zespół produkcyjny poszukiwali zastępcę roli jaką odgrywali Jacqueline Hill oraz William Russell, którzy odchodzili ze serialu. Aktora zaproponowali William Hartnell i Maureen O’Brien. Dzięki temu w ostatnim odcinku tej historii Peter Purves pojawił się jako nowy towarzysz, Steven Taylor. Początkowo brano pod uwagę imina „Bruck” czy „Michael”, lecz ostatecznie zdecydowano, że imię będzie brzmiało „Steven”.